# Maart 2018
Dit artikel geeft een chronologisch overzicht van de belangrijkste gebeurtenissen per dag van de maand maart in het jaar 2018.

## Gebeurtenissen

### 1 maart
- De Slowaakse politie verricht zeven arrestaties in verband met het onderzoek naar de moord op de onderzoeksjournalist Ján Kuciak.[1]
- Het bestuur van Maria Contreras-Sweet Group bereikt in New York een overeenkomst om delen van The Weinstein Company op te kopen.[2]

### 2 maart
- De Catalaanse ex-regiopresident Carles Puigdemont geeft aan zich niet opnieuw verkiesbaar te stellen.[3]
- In Ouagadougou vallen acht doden bij twee gecoördineerde jihadistische aanslagen op de Franse ambassade en bij het militaire hoofdkwartier.[4]

### 3 maart
- In Duitsland kiest een ruime meerderheid van de leden van de sociaaldemocratische SPD voor een coalitie met de christendemocratische CDU/CSU van Angela Merkel. Daarmee is de weg vrij voor de vorming van het kabinet-Merkel IV.[5]

### 4 maart
- In de Britse stad Salisbury worden de Russische dubbelspion Sergej Skripal en zijn dochter vergiftigd met het zenuwgas novitsjok. Het Verenigd Koninkrijk en andere westerse landen zeggen dat Rusland achter deze chemische aanval zit.[6]
- Tijdens de Wereldkampioenschappen baanwielrennen in Apeldoorn wordt de Belgische Nicky Degrendele wereldkampioen in het keirin.[7]

### 5 maart
- MoVimento 5 Stelle (de Vijfsterrenbeweging) wint met ca. een derde van de stemmen de parlementsverkiezingen in Italië.[8]

### 6 maart
- Bij de Syrische luchtmachtbasis Khmeimim stort een Antonov An-26 van de Russische luchtmacht neer net voor de landing. Alle 39 inzittenden komen om.[9]

### 12 maart
- Een Bombardier Dash 8-Q400 van US-Bangla Airlines vliegt bij de landing op de internationale luchthaven Tribhuvan bij Kathmandu in Nepal in brand. Er vallen 51 doden. (Lees verder)

### 18 maart
- Vladimir Poetin wordt met ca. 75% van de stemmen herkozen als president van Rusland en begint hiermee aan zijn vierde ambtstermijn.[10]

### 21 maart
- In de meeste Nederlandse gemeenten vinden verkiezingen plaats. Wat vooral opvalt in de uitslagen is de versnippering van het politieke landschap. Tegelijkertijd met de verkiezingen vindt er een niet-bindend referendum plaats over de Wet op de inlichtingen- en veiligheidsdiensten uit 2017.

### 23 maart
- Bij een terroristische gijzeling in een supermarkt in de Franse plaats Trèbes vallen drie doden en enkele zwaargewonden. De dader wordt doodgeschoten door de politie. Islamitische Staat eist de aanslag op. (Lees verder)

### 25 maart
- De Catalaanse ex-president Carles Puigdemont wordt aan de Deens-Duitse grens door de Duitse politie gearresteerd als hij vanuit Finland met de auto onderweg terug is naar België.
- Bij een grote brand in een winkelcentrum in de Siberisch-Russische stad Kemerovo vallen zeker 64 doden, onder wie veel kinderen.

## Overleden
← · januari · februari · maart · april · mei · juni · juli · augustus · september · oktober · november · december ·  →